# Seeland (Dänemark)

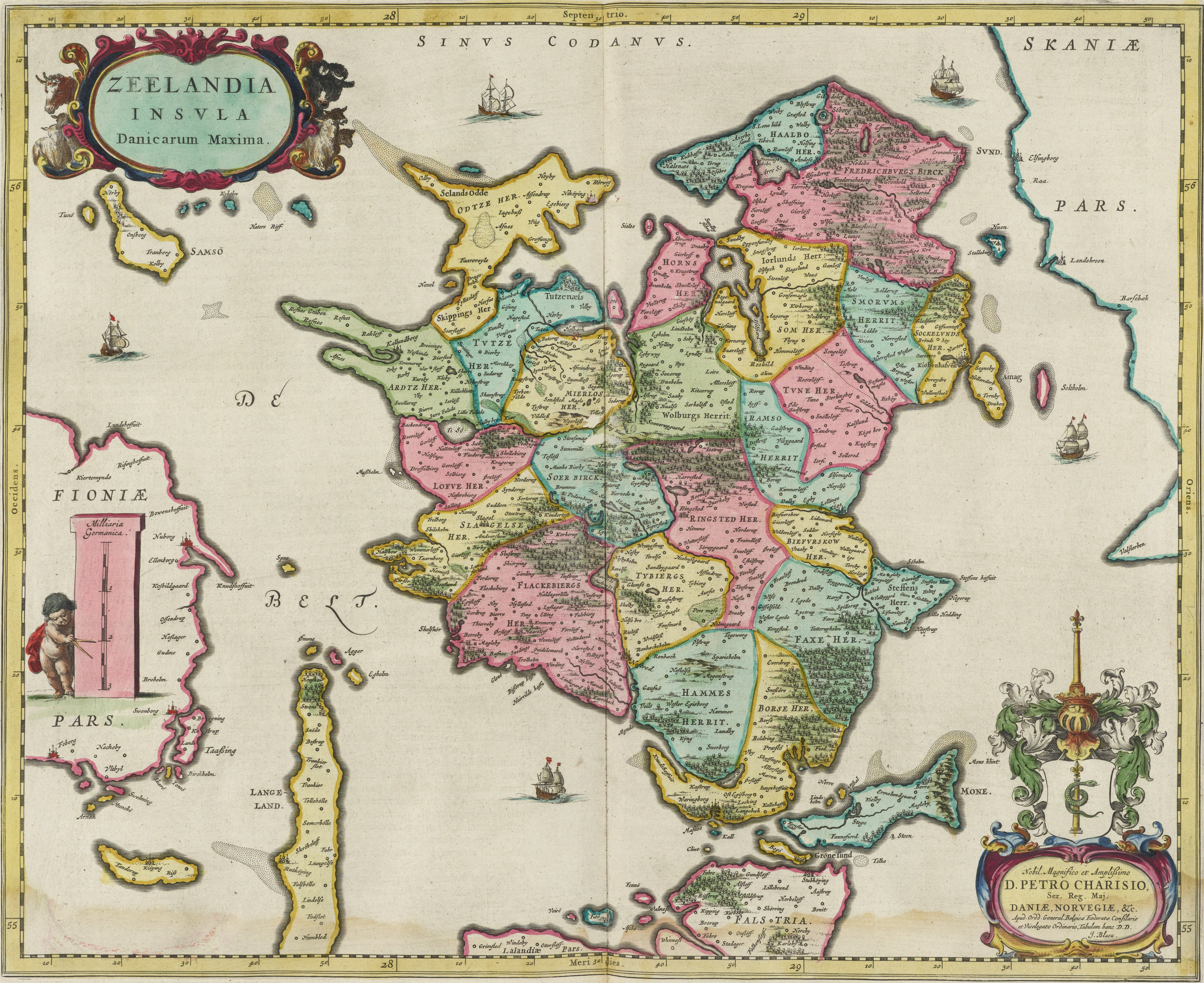
Karte von 1665 mit Gliederung in Harden (herrit)

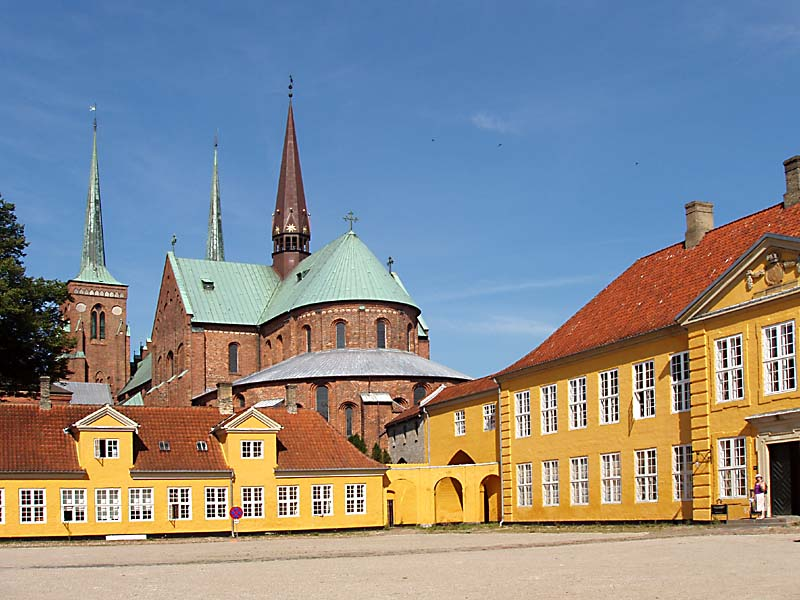
Am Dom zu Roskilde, Seeland (Dänemark)

Seeland (dänisch Sjælland, im Volksmund auch als Djævleøen (Teufelsinsel) bekannt) ist mit einer Fläche von 7.031,3 km² die größte Insel der Ostsee und Dänemarks im Osten des Landes und nach Grönland und der Diskoinsel die drittgrößte Insel des Königreiches Dänemark. Mit 2.409.950 Einwohnern (1. Januar 2025) leben auf ihr rund 40 % der Einwohner Dänemarks; sie ist damit die mit Abstand bevölkerungsreichste Insel des Landes.

## Name
Die genaue Herkunft des dänischen Namens „Sjælland“ ist umstritten. „Sjæl“ bedeutet im heutigen Dänisch zwar „Seele“, aber aufgrund älterer Aufzeichnungen kann man diese Deutung ausschließen. Auch eine dem deutschen Namen entsprechende Ableitung aus „siô/sæ“ („See“, mit der Bedeutung „Meer“) wird heute weitgehend abgelehnt – es kann jedoch sein, dass der deutsche Name entstand, als die dänische Forschung zur Wortherkunft noch nicht den heutigen Stand erreicht hatte; die Dänen also selbst annahmen, dass der Name „Seeland“ bedeutet. Die heute vorherrschende Auffassung ist: Die altdänische Form „Siâland“ stammt von einer Zusammensetzung des Wortes *selha- mit der Endung *wundia-. Letzteres bedeutet „weist auf, ähnelt“. Das Wort *selha- kann zwei verschiedene Bedeutungen haben: Es kann zum einen „Seehund“ bedeuten (im heutigen Dänisch „sæl“) und zum anderen „tiefe Bucht, Förde“ bedeuten. Da der wichtigste Ort auf Seeland früher Roskilde war, das auf dem Seewege nur durch den engen und verzweigten Roskilde-Fjord zu erreichen ist, wird meist angenommen, dass die Seefahrer nach diesem die Insel benannt haben.

## Geographie
Im Nordosten von Seeland befindet sich die dänische Hauptstadt Kopenhagen, die sich zum Teil auf die Nachbarinsel Amager erstreckt. Mit den umliegenden Orten bildet Kopenhagen die Hauptstadtsregion (Region Hovedstaden), eine der fünf Verwaltungsregionen Dänemarks. Sie hat auf einer Fläche von 2561 km² (davon Bornholm 588,30 km2) über 1.910.000 Einwohner (ultimo 2023), beherbergt also auf weniger als 6 % der Fläche des Landes 32 % der dänischen Bevölkerung. Damit ist dieser Teil Seelands das mit Abstand größte Ballungszentrum Dänemarks. Zugleich bildet es den dänischen Teil der Öresundregion.
Zur westlichen Nachbarinsel Fyn (deutsch: Fünen), ihrerseits durch zwei Brücken im Nordwesten mit dem dänischen Festland verbunden, führt die Storebælt-Brücke. Mit der südlichen Nachbarinsel Falster ist Seeland durch die Brücken Farøbroerne und Storstrømsbroen verbunden und mit Møn über die Dronning Alexandrines Bro. Seit 2000 hat Seeland über die Öresundverbindung, einer Brücken- und Tunnelkombination, direkten Anschluss an die schwedische Provinz Skåne län (Schonen/Skåne).
Eine weitere wichtige Stadt ist die ehemalige Hauptstadt Roskilde mit ihrem Weltkulturerbe, dem Dom zu Roskilde.
Höchste natürliche Erhebung Seelands ist die Kobanke mit 122,9 Metern. Gyldenløves Høj erreicht 121,3 Meter, mit dem Dolmen 125,5 Meter. Im Nordteil der Insel ist der Maglebjerg mit 91 Metern die höchste Erhebung. Er liegt im Wald von Rude (Rude Skov) unmittelbar östlich von Ebberødgård.
Die Wälder und parkähnlichen Landschaften Nord-Seelands wurden seit dem 17. Jahrhundert für die Parforcejagd gestaltet und genutzt. Sie sind heute als Parforce-Jagdlandschaft Nordseeland UNESCO-Weltkulturerbe.

## Entstehungslegende
In der Gylfaginning wird beschrieben, wie der schwedische Sagenkönig Gylfi ein Stück Land an die umherwandernde Gefjon verschenkte, deren Söhne, zwei Riesen aus Jötunheim, das Geschenk mit einem Pflug vom Festland nach Westen losrissen.